# Vakwerk (wandconstructie)

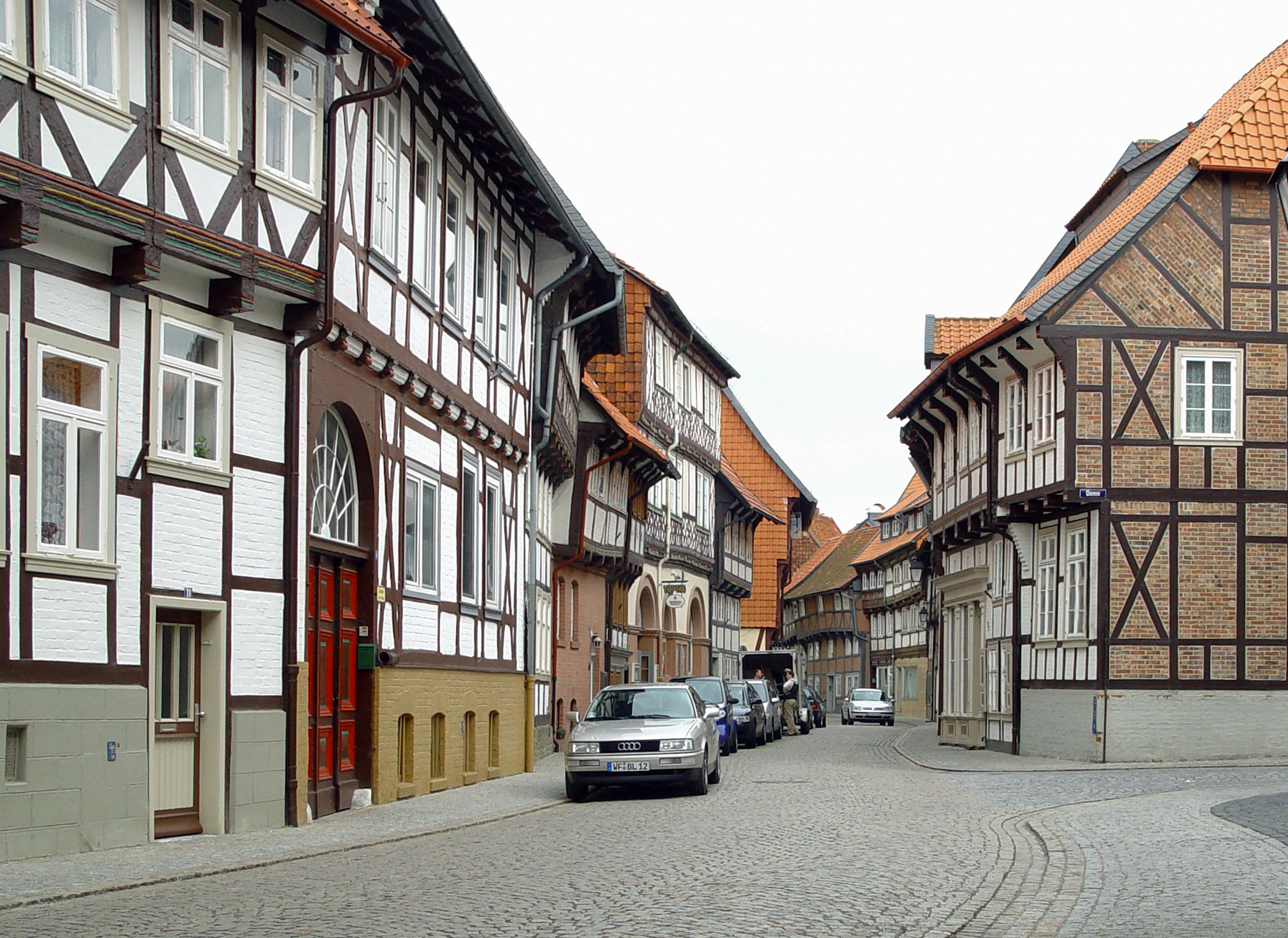
Hornburg (Duitsland)

Vakwerk is een bouwwijze om muren te maken, waarbij de dragende structuur uit houten balken bestaat. Vakwerk is een vorm van houtskeletbouw.

## Omschrijving

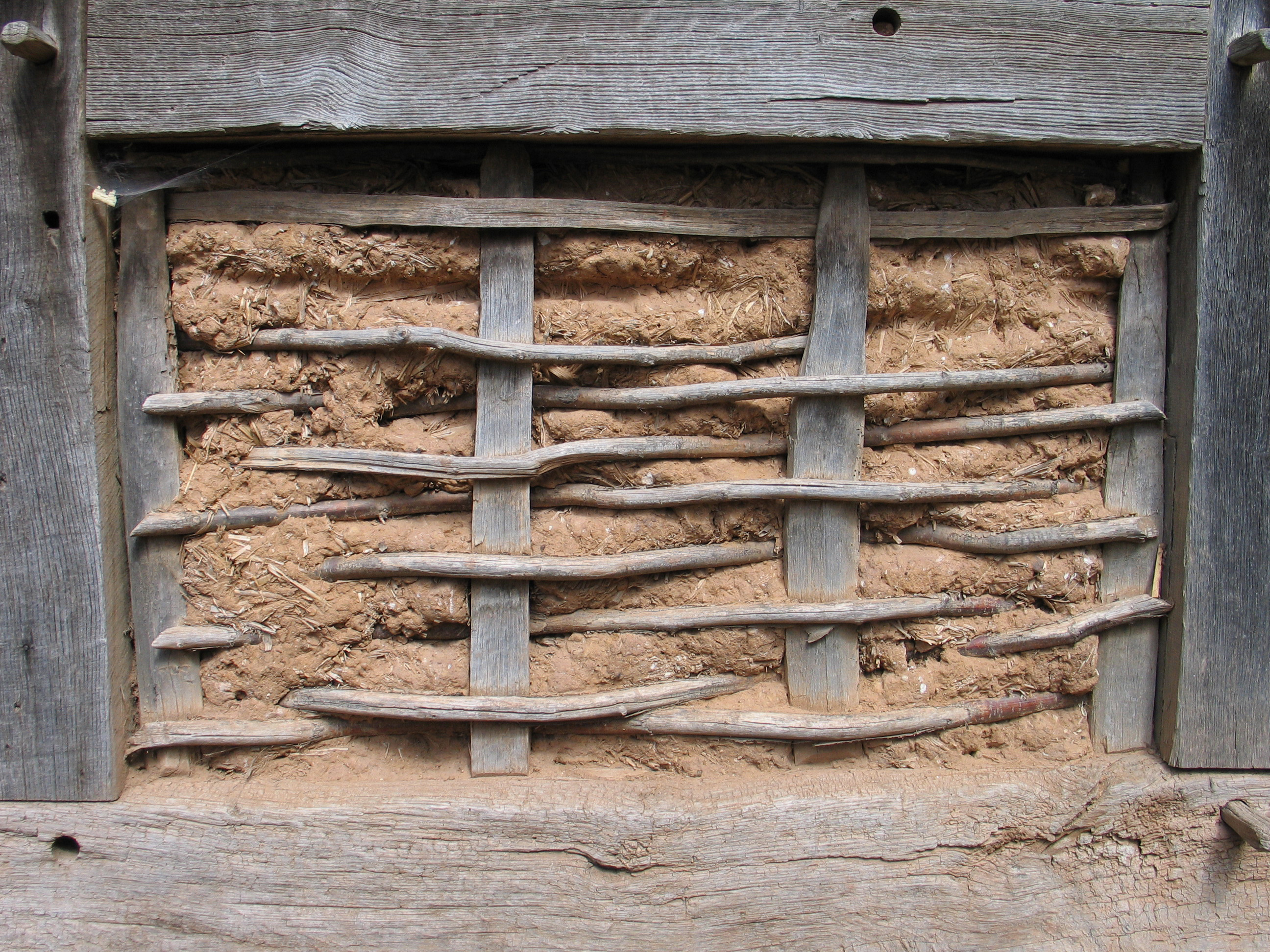
Invulling van een 'vak' met vitselstek

Vakwerk bestaat gewoonlijk uit een houten balkstructuur met een invulling van de tussenliggende ruimtes ("vakken"). De stijlen van een vakwerkconstructie maken vaak ook deel uit van de gebintconstructie. De invulling bestaat oorspronkelijk uit vlechtwerk van tenen van wilg, eik, vuilboom of hazelaar dat bestreken is met een mengsel van stro en leem. De basis van het vlechtwerk bestaat uit verticale houten staken die in gaten en sleuven in de regels zijn bevestigd. Hiertussen worden vervolgens twijgen gevlochten. Deze techniek wordt vitselstek (in Vlaanderen "plak-en-stak") genoemd. Later werd als invulling ook baksteen gebruikt.

## Geschiedenis

### Middeleeuwen
De bloeiperiode van de vakwerkbouw was van de 13e tot de 17e eeuw, waarbij de oudste overgeleverde vakwerkhuizen van de late 12e eeuw dateren. De periode 1200-1300 was voor Europa een periode van grote bevolkingsgroei en verstedelijking waardoor de vraag naar bouwmateriaal toenam. Vakwerk was in veel gebieden zonder een directe en betaalbare toegang tot natuursteen een goedkope manier om een redelijk stabiele hut, schuur of huis te bouwen.

#### Centraal-Europa
Voor boeren in de Elzas en het huidige Duitsland, was er behalve de beschikbaarheid van het materiaal en de kostprijs nog een voordeel van bouwen met de vakwerkmethode. De boerenstand beschikte meestal niet over erfelijke rechten. Omdat een vakwerkhuis door zijn balkenstructuur in theorie binnen enkele dagen afgebroken en weer opgebouwd kan worden bood deze manier van bouwen de boer meer ruimte voor onderhandeling bij bijvoorbeeld een zakelijk conflict rondom de pachtprijs.

#### Lage Landen
In Nederland en Vlaanderen is vakwerk (hoewel zeker bekend) nooit bijzonder populair of dominant geweest. De adel in de Nederlanden was relatief gezien niet zo machtig als de adel in de Duitstalige gebieden. Nederlandse boeren waren vaak vrij en konden zich in de regel beroepen op erfpacht, wat resulteerde in grote stenen boerderijen waarin een boerenfamilie doorgaans verschillende generaties lang woonde. Middeleeuwse houtconstructies in de Lage Landen bestonden doorgaans weliswaar uit een balkengeraamte, maar dat werd meestal door planken in plaats van met leem afgedekt.

### Renaissance
Vanaf de 15e eeuw veranderde de vakwerkbouw in de Centraal- en West-Europese steden en werd toenemend nadruk op decoratie gelegd. Er ontstonden patriciërhuizen tot acht etages, waarbij de balken vaak met houtsnijwerk versierd werden. In de Lage Landen zorgden de vele klei-aandragende rivieren ervoor dat de baksteenproductie, die gebaseerd was op Zuidoost-Europese technieken, hier reeds vanaf de 14e eeuw de boventoon voerde. De verstening van ook de kleinere bouwwerken zou in de 15e en 16e eeuw overal in Europa om zich heen grijpen, niet op de laatste plaats vanwege het brandgevaar.

### Industrialisering

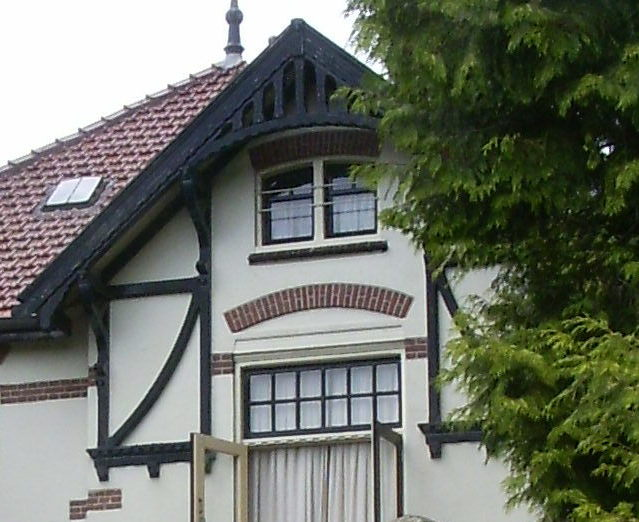
Gevel met pseudovakwerk in Apeldoorn

Door de trek naar de steden vanwege de opkomst van de industrie vanaf het einde van de 19e eeuw, werden de steden vergroot met hoge woonhuizen. In het huidige Duitsland probeerde de Pruisische regering de nieuwbouw te reguleren, door een historiserende stijl te propageren, die op de typische architectuur van de verschillende regio's teruggreep. Hierdoor kregen veel woonhuizen en villa's, boven bakstenen muren, vakwerk in de buitenmuur van de bovenste etage. Deze stijl werd in ook in de Lage Landen bij vrijstaande huizen regelmatig ingezet (vaak met een lattenconstructie als pseudovakwerk).

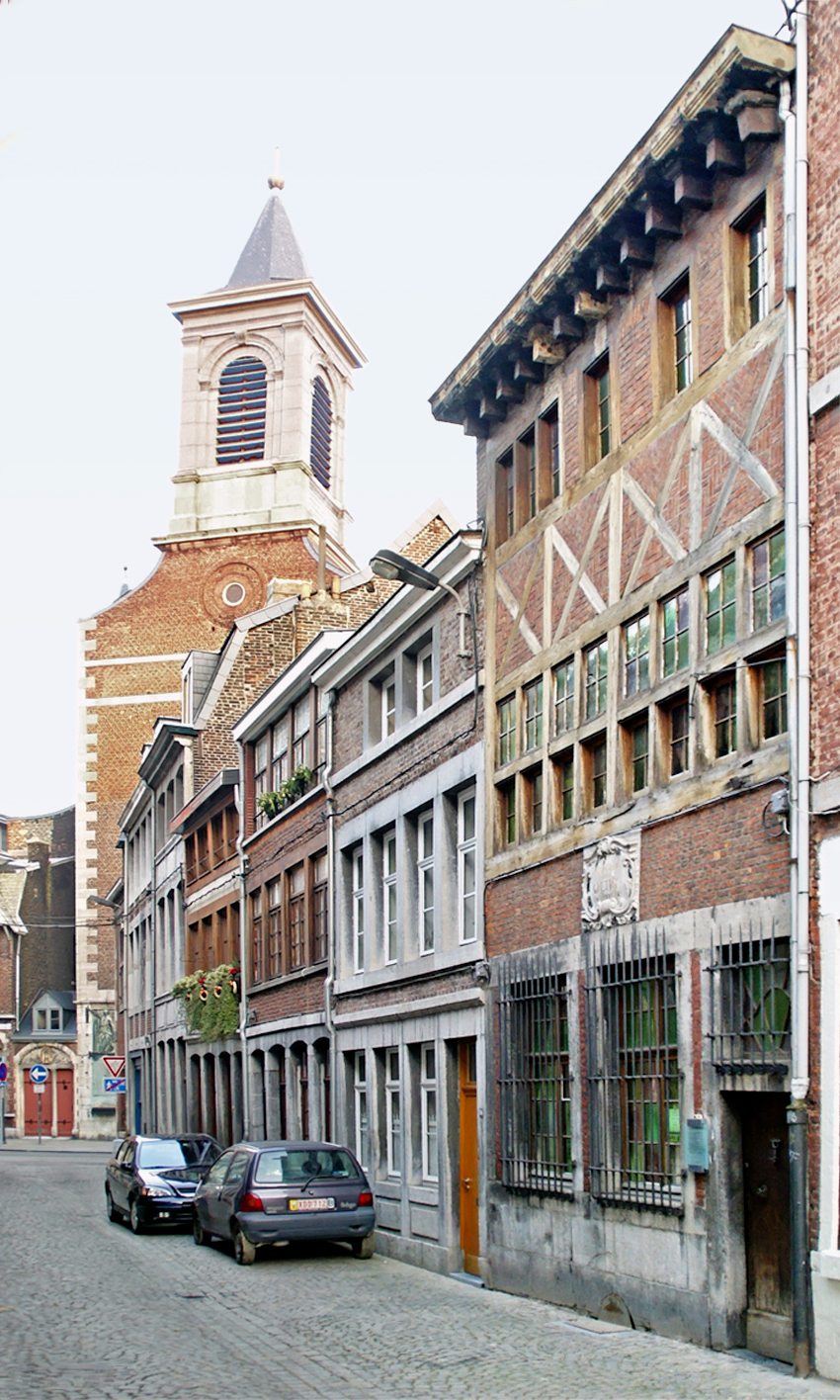
Het geboortehuis van de componist Grétry in Luik

## Verspreidingsgebied

Huis van Duitse kolonisten in Pennsylvania

De historische kerngebieden van de vakwerkbouw zijn Engeland, Duitsland, Zuidoost-België, Noordwestelijk- en Noordoostelijk Frankrijk, Noord-Anatolië en de Kaukasus. De bouwstijl is echter terug te vinden in vrijwel geheel Noord-, Midden- en Oost-Europa, gebieden waar hout en leem in overvloed voorkwamen. Daarnaast is de techniek, als erfenis van kolonisten uit de eerdergenoemde regio's, ook in de Verenigde Staten zichtbaar.

### België
In België komt historisch vakwerk hoofdzakelijk voor in de provincies Luik en Limburg. Doorgaans hebben huizen daar een begane grond in arduin en verdiepingen in vakwerk. Het gerestaureerde geboortehuis van de componist Grétry in Luik is er een typisch voorbeeld van. In de 21e eeuw komt de vakwerktechniek in onder meer België weer op, omdat hij past in de trend naar een ecologischere bouwwijze met hernieuwbare materialen. Er worden weer meer huizen met zichtbare of onzichtbare houten draagstructuur gebouwd zowel in traditionele als in eigentijdse stijl.

### Nederland
In Nederland, waar door de overvloedig aanwezige zee- en rivierklei baksteen al vroeg beschikbaar kwam, komt vakwerk oorspronkelijk vooral terug in het Zuid-Limburgse Heuvelland en in het oosten van het land, waar het (hoewel de stijl anders is) aansluit op het Duitse en Belgische vakwerk. In de kleinere (van oorsprong agrarische) dorpen zijn veel boerderijen en woonhuizen gebouwd met het destijds goedkope en gemakkelijk verkrijgbare materiaal. Zij dateren meestal uit de 18e en 19e eeuw, maar een oude boerderij in Epen is bij recent onderzoek zelfs gedateerd in de 15e eeuw. Het vakwerk in de rest van Nederlands cultureel erfgoed stamt voornamelijk uit eind-19e- en begin-20e-eeuwse gebouwen die zijn beïnvloed door de romantiek en verschillende middeleeuwse neostromingen. Een voorbeeld hiervan is het postkantoor van De Steeg. In steden met een middeleeuws verleden werd vakwerk toegepast voor de bouw van met name zijmuren. De balkenstructuur werd vaak meteen opgevuld met baksteen.

### Engeland
Engeland heeft een groot materieel erfgoed aan historische vakwerkgebouwen. Tegen het einde van de negentiende eeuw kwam daar de neo Tudorstijl sterk in de mode: baksteenhuizen met opgekleefde planken, die decoratief waren zonder enige dragende functie.

### Duitsland
In Duitsland zijn veel historische vakwerkgebouwen overgeleverd, met name in de lager gelegen streken waar steen schaars is. In Nedersaksen bestaat de binnenstad van Einbeck, hoofdzakelijk uit rijkelijk gedecoreerde vakwerkhuizen. Deze plaats is gelegen aan de Fachwerkstraße, een toeristische route die Duitsland van noord naar zuid doorkruist.

### Oostenrijk
Een voorbeeld van een Oostenrijks houten vakwerkgebouw is het Montafonerhuis, een architecturale stijl uit Vorarlberg waarbij steen en hout gebruikt worden.

### Buiten Europa
Houten wandconstructies met een invulling van twijgen en leem komen in de hele wereld voor, zoals bij veel traditionele hutten in Afrika. Vaak worden hierbij de dragende balken niet zichtbaar gelaten, hoewel die juist een uiterlijk kenmerk van vakwerkconstructies vormen. Bekend zijn typische vakwerkconstructies in Japan en China.

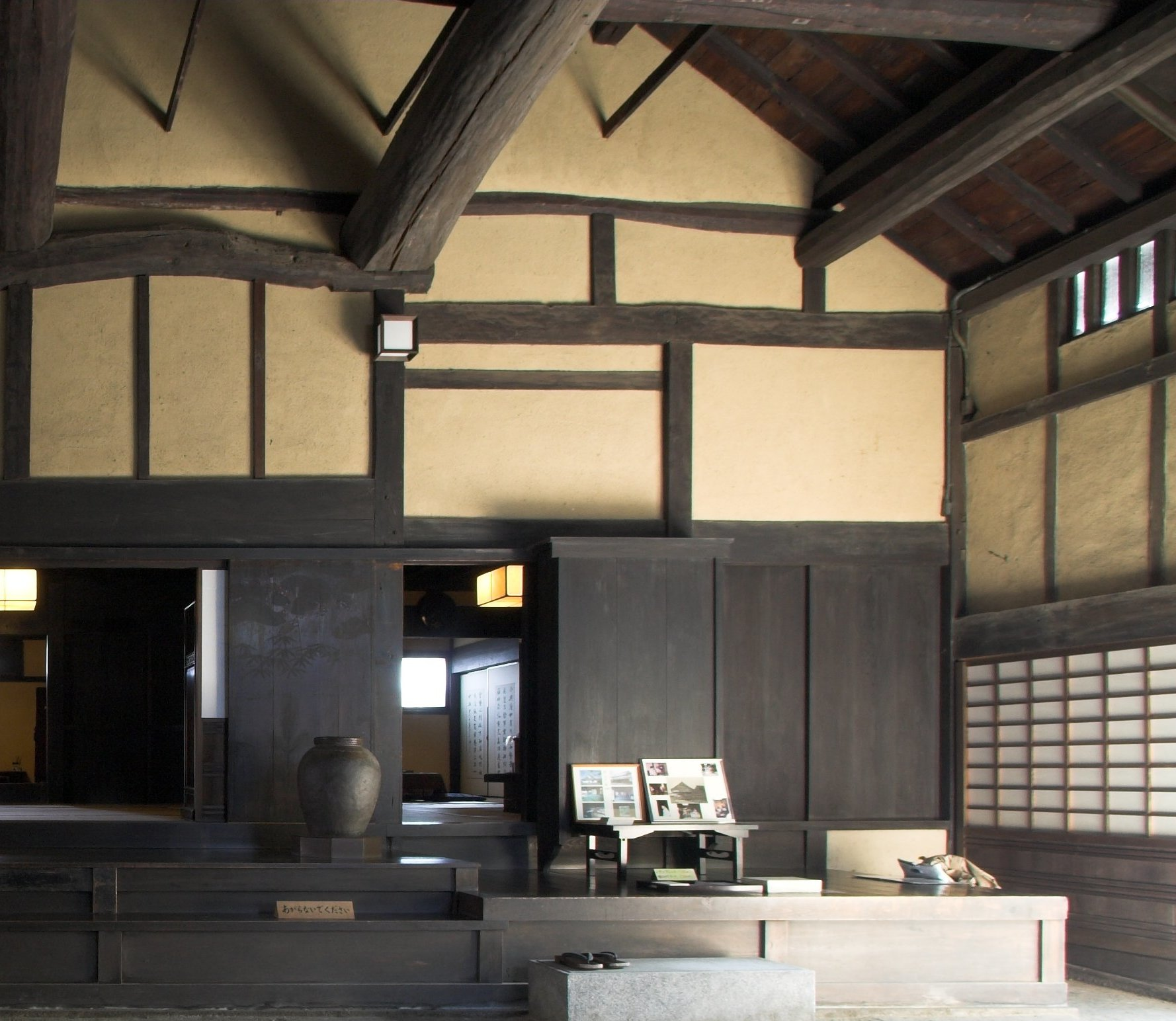
Woning in Kashihara (Japan)
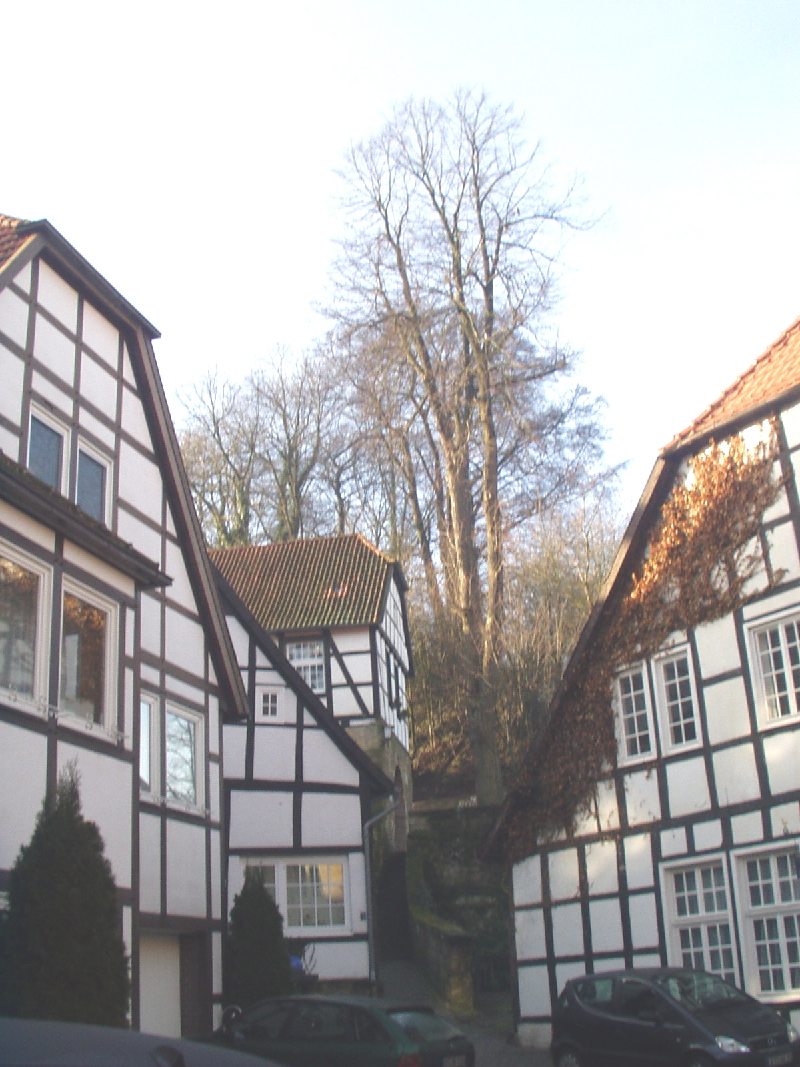
Vakwerkhuizen in Duitsland (Tecklenburg)
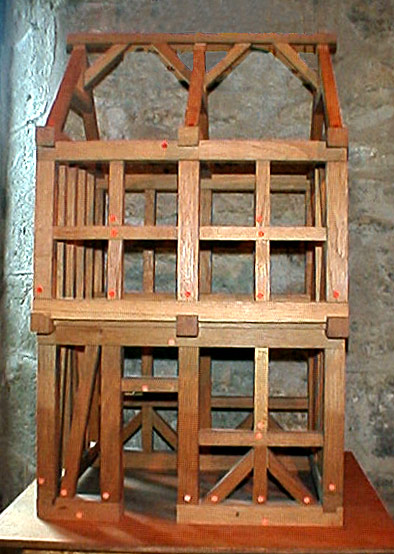
Model van een vakwerkhuis in Dinan, Bretagne
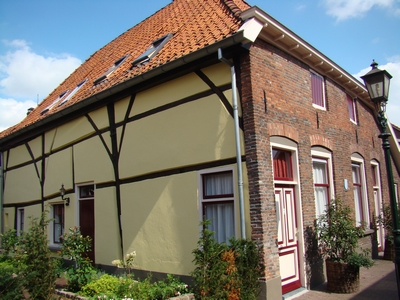
Vakwerkzijgevel in Bredevoort
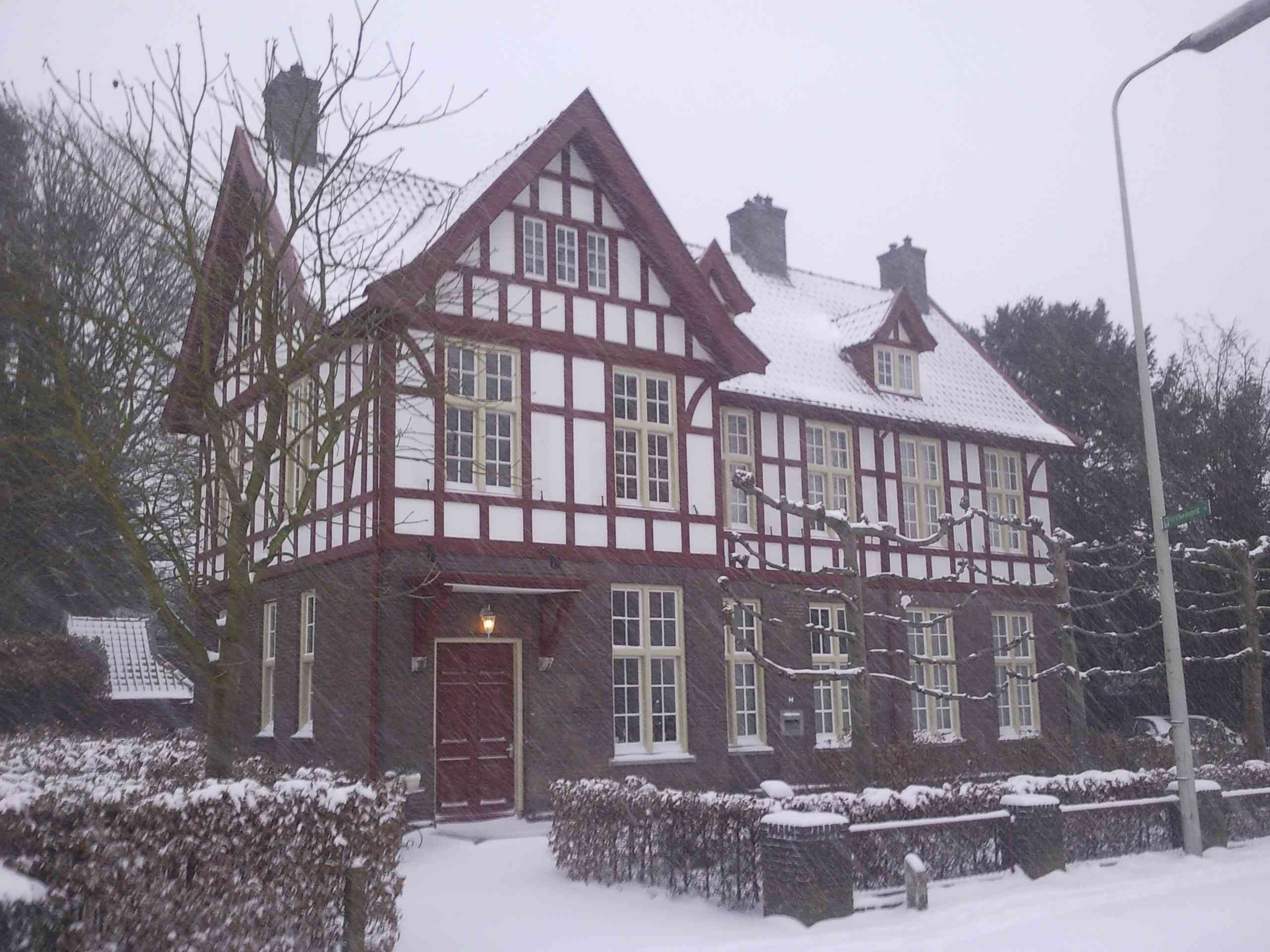
Het oude postkantoor van De Steeg
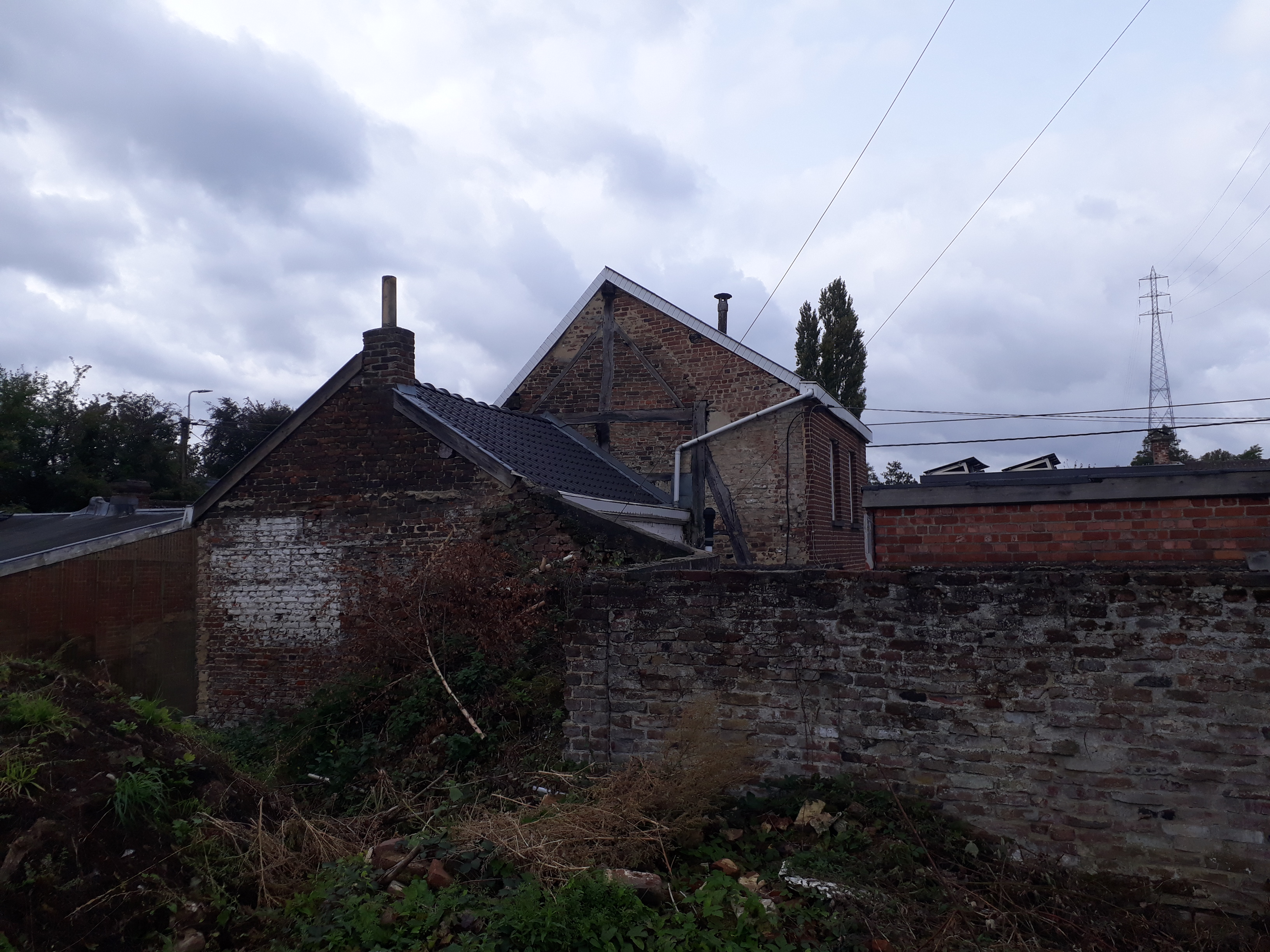
zijwand van een vakwerkhuisje te Rocourt